# هولاندشت
هولاندشت، روستایی از توابع بخش مرکزی خرم آباد. واقع در 15 کیلومتری جاده خرم آباد بسمت بروجرد. در استان لرستان ایران است.

## جمعیت
این روستا در دهستان ده‌پیر شمالی قرار دارد و براساس سرشماری مرکز آمار ایران در سال ۱۳۸۵، جمعیت آن ۳۹۰ نفر (۸۲خانوار) بوده‌است.